# Gelis brevithorax
Gelis brevithorax är en stekelart som beskrevs av Per Abraham Roman 1936. Gelis brevithorax ingår i släktet Gelis och familjen brokparasitsteklar. Inga underarter finns listade i Catalogue of Life.